# Haemagogus chalcospilans
Haemagogus chalcospilans är en tvåvingeart som beskrevs av Dyar 1921. Haemagogus chalcospilans ingår i släktet Haemagogus och familjen stickmyggor. Inga underarter finns listade i Catalogue of Life.